# Cantonul Notre-Dame-de-Bondeville
Cantonul Notre-Dame-de-Bondeville este un canton din arondismentul Rouen, departamentul Seine-Maritime, regiunea Haute-Normandie, Franța.

## Comune
| Comune                   | Populație (1999) | Cod poștal | Cod INSEE |
| ------------------------ | ---------------- | ---------- | --------- |
| Le Houlme                | 4.397            | 76770      | 76366     |
| Houppeville              | 2.405            | 76770      | 76367     |
| Malaunay                 | 6.022            | 76770      | 76402     |
| Montigny                 | 1.114            | 76380      | 76446     |
| Notre-Dame-de-Bondeville | 7.652            | 76960      | 76474     |
| Pissy-Pôville            | 1.256            | 76360      | 76503     |
| Roumare                  | 1.348            | 76480      | 76541     |
| Saint-Jean-du-Cardonnay  | 1.298            | 76150      | 76594     |
| La Vaupalière            | 1.026            | 76150      | 76728     |